# (5509) Rennsteig
(5509) Rennsteig es un asteroide perteneciente al cinturón de asteroides descubierto el 8 de septiembre de 1988 por Freimut Börngen desde el Observatorio Karl Schwarzschild, en Tautenburg, Alemania.

## Designación y nombre
Designado provisionalmente como 1988 RD3. Fue nombrado Rennsteig en homenaje a un camino forestal estrecho, de 168 km de longitud, que cruza la colina en forma de cordillera en la cadena montañosa del bosque de Turingia. Es un lugar frecuentado por vagabundos.

## Características orbitales
Rennsteig está situado a una distancia media del Sol de 2,213 ua, pudiendo alejarse hasta 2,518 ua y acercarse hasta 1,908 ua. Su excentricidad es 0,137 y la inclinación orbital 2,199 grados. Emplea 1202,68 días en completar una órbita alrededor del Sol.

## Características físicas
La magnitud absoluta de Rennsteig es 14,5. Tiene 3,094 km de diámetro y su albedo se estima en 0,267. 